# Sport José Gálvez
José Galvez é um clube de futebol peruano da cidade de Chimbote, fundado em 2 de maio de 1902. Seu uniforme é parecido com o da Seleção Peruana de Futebol (camiseta branca com uma faixa diagonal vermelha).
Foi um fos primeiros campeões nacionais do Peru. 
A última competição oficial que disputou foi o Campeonato Peruano da 2ª Divisão de 2014.

## Títulos
- Campeonato Peruano de Futebol: 1915 e 1916.
- Campeonato Peruano de Futebol da 2ª Divisão: 2011.
- Copa Federação do Peru: 2012.